# Baccharis singularis
Baccharis singularis là một loài thực vật có hoa trong họ Cúc. Loài này được (Vell.) G.M.Barroso mô tả khoa học đầu tiên năm 1976.